# RAL-Farbe

Logo

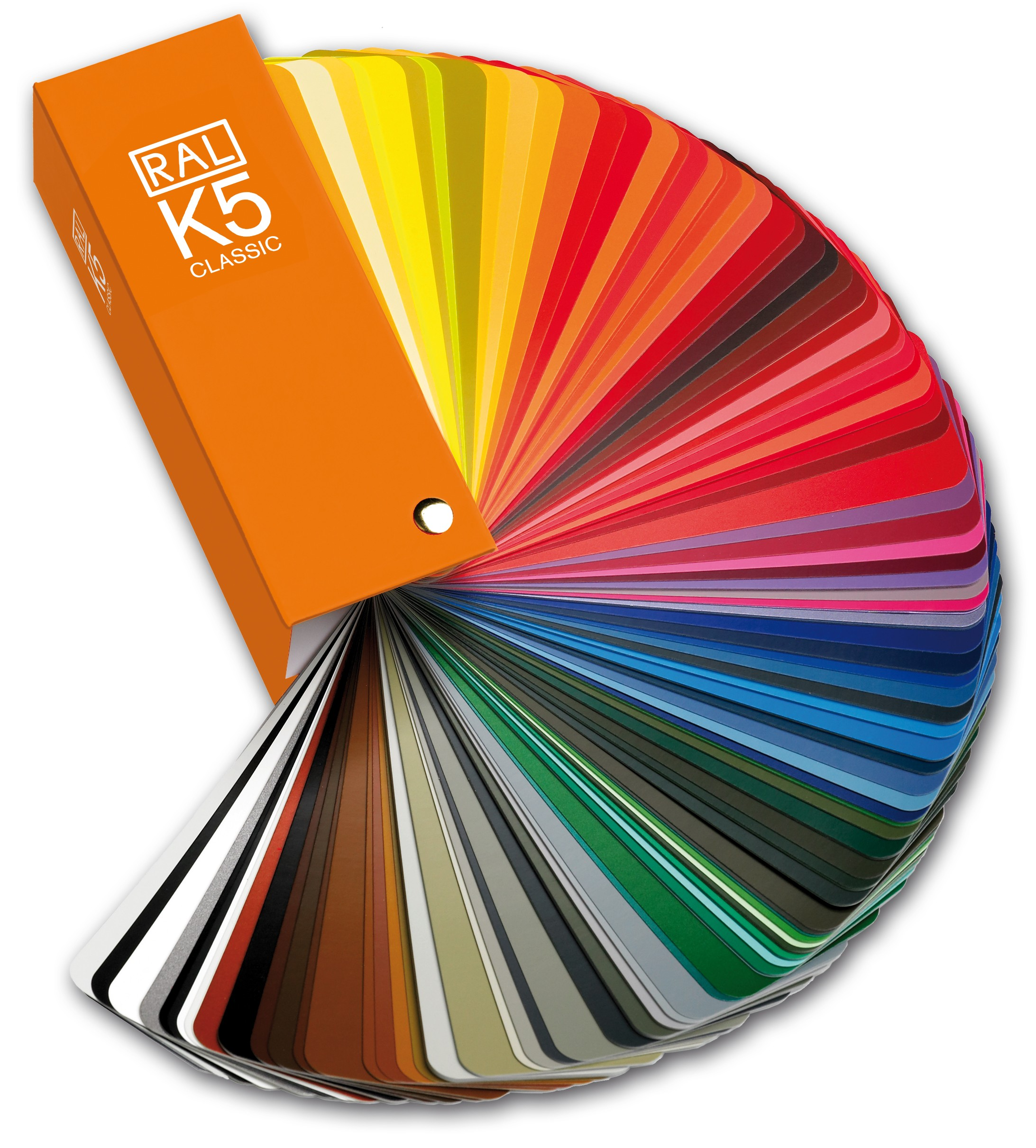
RAL-Classic-Farbfächer

Als RAL-Farbe bezeichnet man genormte Farben, die die RAL gemeinnützige GmbH (eine Tochter des RAL Deutsches Institut für Gütesicherung und Kennzeichnung) erstellt und verwaltet.
Dabei handelt es sich um eine Reihe von weltweit eingesetzten Farbsystemen und Farbkatalogen, die jeweils eine Palette von normierten Farben umfassen (digital und gedruckt). Jeder Farbe ist eine eindeutige Nummer zugeordnet. Auf diese Weise lässt sich beispielsweise die Farbe von Anstrichen und Lacken präzise kommunizieren, ohne dass ein Farbmuster übergeben werden muss.
Die Software RAL Digital stellt die Farbkataloge digital zur Verfügung. 
Die RAL gGmbH ist Herausgeber der Bücher „Das Farbwörterbuch“, „Farben der Gesundheit“ und „Farben der Hotels“ und veröffentlicht in regelmäßigen Abständen das Farbtrendbuch „RAL Colour Feeling“.
Die in diesem Artikel angezeigten Farben sind nicht farbverbindlich und können auf verschiedenen Anzeigegeräten unterschiedlich erscheinen.

Eine Möglichkeit, die Darstellung mit rein visuellen Mitteln näherungsweise zu kalibrieren, bietet das nebenstehende Testbild (nur bei nativer Anzeigeauflösung und wenn die Seite nicht gezoomt dargestellt wird):

## RAL Classic

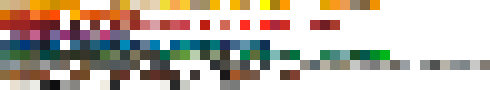
Raster der RAL-Classic-Farben

Am bekanntesten ist die Farbsammlung der RAL-Nummern, die das RAL-Institut unter dem Namen RAL Classic vertreibt. Eine erste solche Farbsammlung mit damals 40 genormten Farbtönen wurde 1927 von der Vorgänger-Organisation Reichs-Ausschuß für Lieferbedingungen (RAL) erstellt. Die Farbsammlung beinhaltet heute 216 Farbtöne und wird von vielen Herstellern für Produkte und Marken genutzt, um die Farbkommunikation zu erleichtern und einen über lange Zeit gleichbleibenden Farbeindruck zu gewährleisten.
Jedem Farbton des Farbkatalogs ist seit 1940 eine vierstellige Farbnummer zugeordnet. Der Zweck der Normung besteht darin, dass Kunde und Lieferant sich nur auf eine RAL-Nummer einigen müssen und keine Farbmuster auf definierten Materialien herumgeschickt werden müssen. Neben der vierstelligen Farbnummer ist jedem Farbton seit den 1960er Jahren auch ein verbindlicher Farbname zugeordnet, der zusätzlich die Kommunikation erleichtert.
Damit ein weiterer Farbton in den Katalog aufgenommen wird, müssen verschiedene Kriterien erfüllt sein. Der Farbton soll zeitlos sein und einem übergeordneten öffentlichen Interesse dienen. Die Farbe soll umweltfreundlich und witterungsbeständig herstellbar sein, eine hohe Deckkraft haben und sich deutlich von den bereits vorhandenen Farbtönen unterscheiden. Auch charakteristische Farben deutscher Großunternehmen wurden hinzugefügt, 1992 etwa die Farbtöne der deutschen Telekom „Telemagenta“, „Telegrau 1“ und „Telegrau 2“.
Die Farbmuster sind in zwei Varianten ausgeführt:
- Farbregister RAL 840-HR mit matter Oberfläche
- Farbregister RAL 841-GL mit glänzender Oberfläche.

In der DDR (1949 bis 1989) wurde stattdessen mit TGL-Farben nach der Norm TGL 21196 gearbeitet.

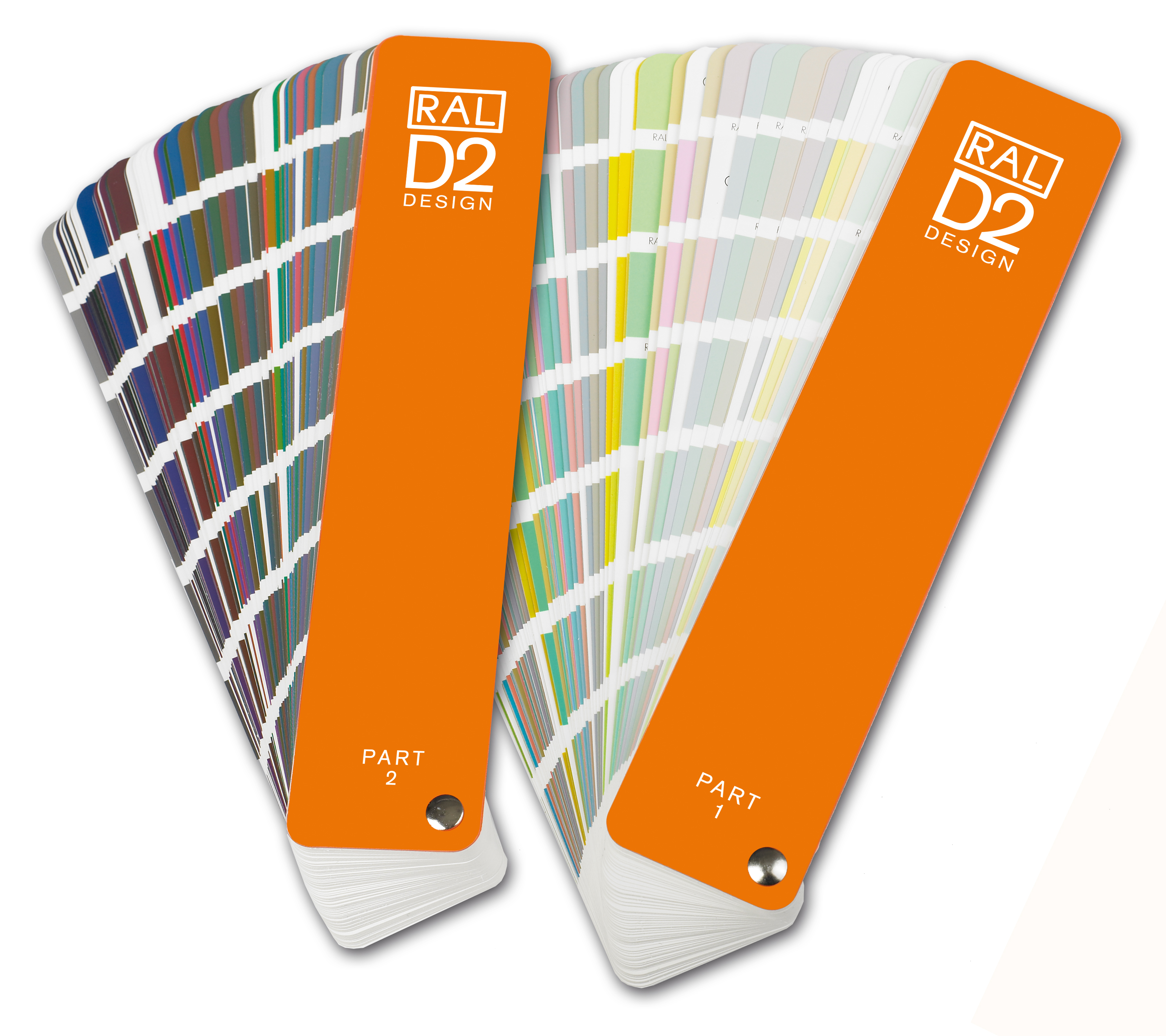
RAL-Design-Farbfächer (1625 Farben)

## RAL Design System
Das RAL-Design-System wurde 1993 eingeführt. Es umfasst 1825 genormte Farben, die mit Koordinaten im CIELab-Farbenraum beschrieben werden.
Der Aufbau des RAL-Design-Farbsystems folgt dem 1976 von der Commission Internationale de l’Éclairage (CIE) festgelegten international verwendeten Lab-Farbmaßsystem. Im Gegensatz zur Farbsammlung RAL Classic sind die Farben hier nach Buntton (H, Hue), Helligkeit (L, Lightness) und Buntheit (C, Chroma) systematisch geordnet.

## RAL Effect

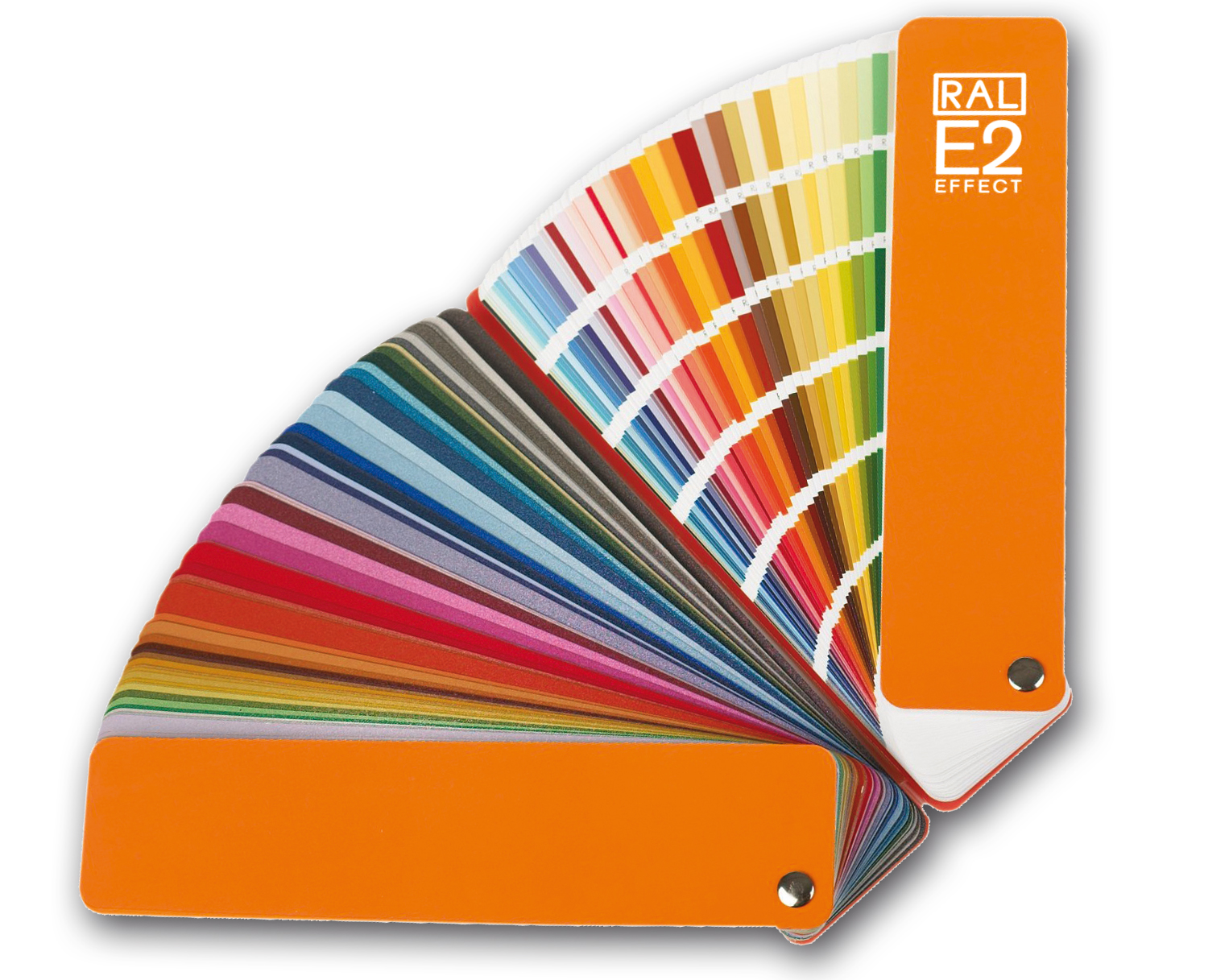
RAL-Effect-Fächer mit 490 Farben

Der Farbkatalog RAL Effect wird seit April 2007 vertrieben. Er umfasst mit 420 Uni- und 70 Metallic-Farbtönen deutlich mehr Farben als der traditionelle Farbkatalog der RAL-Farben.
Zur Formulierung wurden keine schwermetallhaltigen Pigmente wie etwa Bleichromat oder Cadmiumsulfid verwendet.
Die Mustersammlung wird mit wasserbasierten Lacken hergestellt.

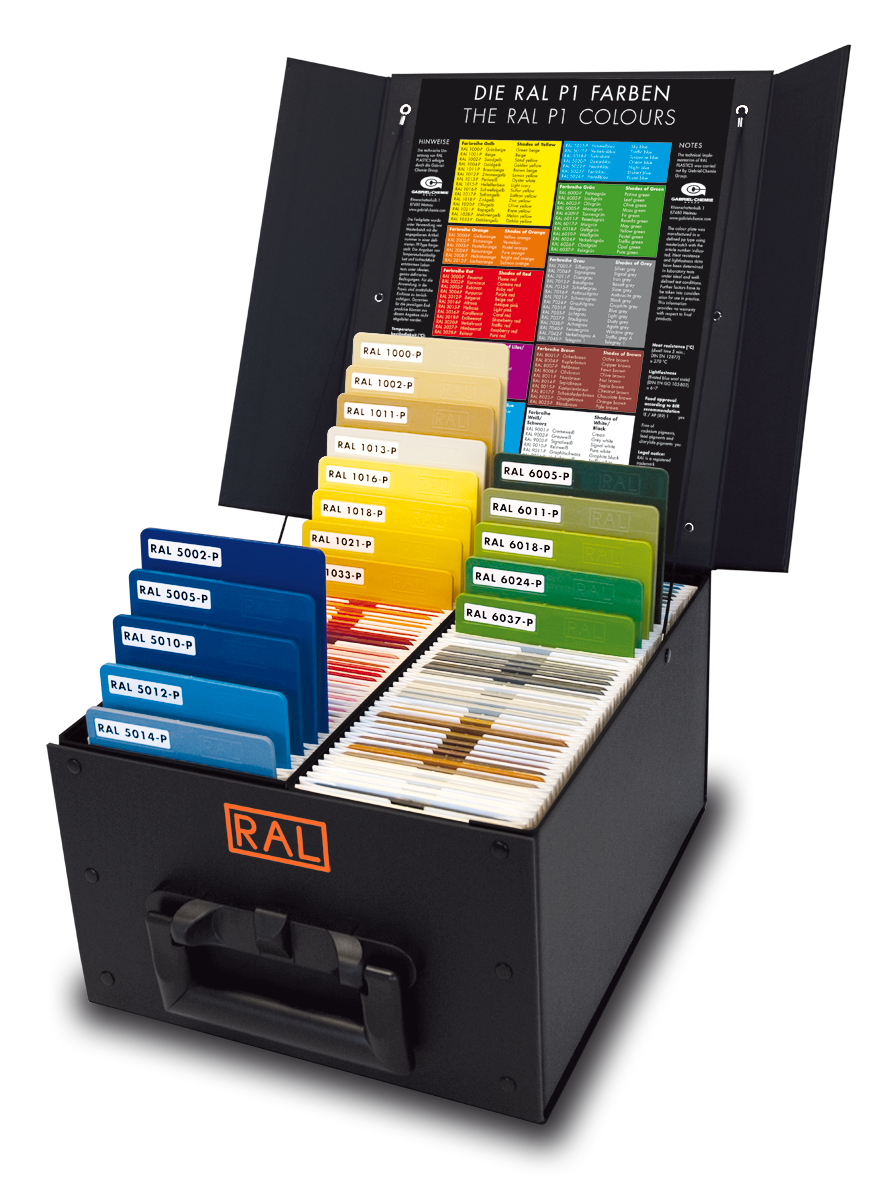
Die RAL-Plastics-Box mit 100 Farbmustern aus PP

## RAL Plastics
Im Oktober 2010 wurde mit RAL Plastics eine spezielle Farbsammlung für Kunststoffe eingeführt. Sie umfasst die 100 am häufigsten nachgefragten Farben aus dem RAL Classic Farbfächer und soll sukzessive weiter ausgebaut werden.
Die Farbmuster bestehen aus DIN A6-großen Polypropylenplatten, die drei unterschiedliche Oberflächenstrukturen und drei Abstufungen der Plattendicke aufweisen.

## RAL Classic Farbtabelle
Farbtabelle nach RAL Classic, in der Standardsortierung nach Farbgruppen, wie sie die führende Stelle markiert (1000er = Gelbtöne, 2000er = Orangetöne, 3000er = Rottöne etc.).
- Viele RAL-Farben sind auf Monitoren und Druckern auf Grund der unterschiedlichen Gerätefarbräume nicht einheitlich darstellbar und nur in Näherung angegeben.
- Der RRGGBB-Farbcode (sRGB) wird angezeigt, wenn der Mauszeiger auf das Feld „Farbmuster“ geführt wird.
- Alle „Perl“-Farben sowie 9006 und 9007 sind Effektfarben, deren Effektstrukturen auf dem Monitor nicht dargestellt werden können.
- Die „Leucht“-Farben enthalten Fluoreszenzfarbstoffe und sind UV-aktiv. Diese Wirkung ist bei der Darstellung auf Monitoren nicht gegeben.
- Die geräteunabhängigen CIE L*a*b* Farbwerte werden angegeben (mit Glanz, D65, 10°).[Anm. 1]
- In der letzten Spalte sind ausgewählte allgemein bekannte Nutzungen der jeweiligen RAL-Farbe genannt.

### Gelb und Beige
| Nummer   | Name          | Farbmuster | CIE L*a*b* | CIE L*a*b* | CIE L*a*b* | Beschreibung, Beispiele |
| -------- | ------------- | ---------- | ---------- | ---------- | ---------- | --- |
| RAL 1000 | Grünbeige     |            | 80         | 1          | 24         | |
| RAL 1001 | Beige         |            | 78         | 6          | 23         | |
| RAL 1002 | Sandgelb      |            | 77         | 7          | 33         | |
| RAL 1003 | Signalgelb    |            | 79         | 17         | 79         | zusammen mit Signalrot Rohrleitungskennzeichnung für Gasleitungen, DIN 4844 Sicherheitskennzeichnung für Warnung, Vorsicht oder Hinweis.                            |
| RAL 1004 | Goldgelb      |            | 71,42      | 15,28      | 69,28      | Unternehmensfarbe der schweizerischen Post |
| RAL 1005 | Honiggelb     |            | 69         | 13         | 70         | |
| RAL 1006 | Maisgelb      |            | 72         | 20         | 74         | |
| RAL 1007 | Narzissengelb |            | 72         | 24         | 74         | Wanderwegsignalisation Schweiz |
| RAL 1011 | Braunbeige    |            | 59,92      | 11,35      | 29,17      | |
| RAL 1012 | Zitronengelb  |            | 75,04      | 4,64       | 61,31      | |
| RAL 1013 | Perlweiß      |            | 90         | 1          | 9          | „Elektroweiß“, die ursprüngliche Standardfarbe für Elektroinstallation (Lichtschalter, Steckdosen, Kabelkanäle)                                                     |
| RAL 1014 | Elfenbein     |            | 84         | 4          | 21         | Farbe vieler Fahrzeuge im Katastrophenschutz |
| RAL 1015 | Hellelfenbein |            | 88         | 3          | 14         | in Westdeutschland seit 1971 für Taxis vorgeschrieben, in einigen Bundesländern wieder aufgehoben                                                                   |
| RAL 1016 | Schwefelgelb  |            | 88,37      | −9,78      | 71,30      | Eurogelb, teilweise Farbe von Rettungsdienstfahrzeugen |
| RAL 1017 | Safrangelb    |            | 76,32      | 19,37      | 51,02      | |
| RAL 1018 | Zinkgelb      |            | 83,35      | 3,46       | 75,83      | |
| RAL 1019 | Graubeige     |            | 62,62      | 4,31       | 12,94      | |
| RAL 1020 | Olivgelb      |            | 61,98      | 0,39       | 23,18      | |
| RAL 1021 | Rapsgelb      |            | 82         | 10         | 80         | Farbe der Österreichischen Post, der Deutschen Bundespost 1972–1980, Fahrzeuge des ADAC, bis 2007 Kennzeichnungsfarbe für Gasleitungen                              |
| RAL 1023 | Verkehrsgelb  |            | 82         | 11         | 80         | |
| RAL 1024 | Ockergelb     |            | 64,26      | 8,49       | 41,49      | |
| RAL 1026 | Leuchtgelb    |            | 97         | −15        | 90         | |
| RAL 1027 | Currygelb     |            | 58,15      | 5,83       | 47,68      | |
| RAL 1028 | Melonengelb   |            | 77         | 25         | 78         | Unternehmensfarbe der Lufthansa von 1979 bis 2018, Waffenfarbe der Heeresaufklärungstruppe und Luftwaffe, „Gold“ der Flaggen Deutschlands auf dem Reichstagsgebäude |
| RAL 1032 | Ginstergelb   |            | 76         | 11         | 76         | Farbe der Deutschen Bundespost seit 1980, ab 1998 der Deutschen Post AG                                                                                             |
| RAL 1033 | Dahliengelb   |            | 71,74      | 27,78      | 71,68      | |
| RAL 1034 | Pastellgelb   |            | 72,73      | 21,40      | 45,09      | |
| RAL 1035 | Perlbeige     |            | 54,79      | 0,35       | 11,86      | |
| RAL 1036 | Perlgold      |            | 48,95      | 4,77       | 26,69      | |
| RAL 1037 | Sonnengelb    |            | 70,28      | 26,19      | 64,79      | |

### Orange
| Nummer   | Name             | Farbmuster | CIE L*a*b* | CIE L*a*b* | CIE L*a*b* | Beschreibung, Beispiele |
| -------- | ---------------- | ---------- | ---------- | ---------- | ---------- | --- |
| RAL 2000 | Gelborange       |            | 64         | 33         | 69         | |
| RAL 2001 | Rotorange        |            | 53         | 41         | 51         | |
| RAL 2002 | Blutorange       |            | 47,74      | 47,87      | 33,73      | |
| RAL 2003 | Pastellorange    |            | 66,02      | 41,22      | 52,36      | Warnfarbe für Hochvoltleitungen in Elektroautos                                                                                 |
| RAL 2004 | Reinorange       |            | 56,89      | 50,34      | 49,81      | Fahrzeuge des ABC- und Fernmeldedienstes im erweiterten Katastrophenschutz in Deutschland, Notrufsäulen an Schweizer Autobahnen |
| RAL 2005 | Leuchtorange     |            | 72,27      | 87,78      | 82,31      | |
| RAL 2007 | Leuchthellorange |            | 76,86      | 47,87      | 97,63      | |
| RAL 2008 | Hellrotorange    |            | 60,33      | 46,91      | 60,52      | |
| RAL 2009 | Verkehrsorange   |            | 55,83      | 47,79      | 48,83      | |
| RAL 2010 | Signalorange     |            | 55,39      | 40,10      | 42,42      | ähnlich OSHA safety orange |
| RAL 2011 | Tieforange       |            | 65         | 35         | 68         | Straßenbetriebsfahrzeuge (Straßen-/Autobahnmeisterei) in Deutschland (umgangssprachlich Kommunalorange)                         |
| RAL 2012 | Lachsorange      |            | 57,75      | 40,28      | 30,66      | |
| RAL 2013 | Perlorange       |            | 40,73      | 32,14      | 34,92      | |
| RAL 2017 | RAL Orange       |            | ?          | ?          | ?          | 2020 wurde dieser Farbton aufgenommen, er definiert den RAL Hausfarbton                                                         |

### Rot
| Nummer   | Name          | Farbmuster | CIE L*a*b* | CIE L*a*b* | CIE L*a*b* | Beschreibung, Beispiele |
| -------- | ------------- | ---------- | ---------- | ---------- | ---------- | --- |
| RAL 3000 | Feuerrot      |            | 44         | 50         | 39         | Farbe von Feuerwehrfahrzeugen in diversen deutschen Bundesländern sowie in Österreich |
| RAL 3001 | Signalrot     |            | 41         | 49         | 33         | Verbotszeichen (DIN 5381), Brandschutzzeichen (DIN 5381) |
| RAL 3002 | Karminrot     |            | 41         | 49         | 35         | |
| RAL 3003 | Rubinrot      |            | 36         | 47         | 27         | Wegweisungssignale für Velo-, MTB- und FäG-Wege Schweiz |
| RAL 3004 | Purpurrot     |            | 31         | 38         | 18         | |
| RAL 3005 | Weinrot       |            | 26         | 33         | 15         | |
| RAL 3007 | Schwarzrot    |            | 23         | 17         | 7          | |
| RAL 3009 | Oxidrot       |            | 29,27      | 24,59      | 16,51      | |
| RAL 3011 | Braunrot      |            | 34,52      | 28,66      | 13,44      | |
| RAL 3012 | Beigerot      |            | 63,81      | 20,79      | 20,45      | |
| RAL 3013 | Tomatenrot    |            | 40,70      | 36,67      | 21,37      | |
| RAL 3014 | Altrosa       |            | 60,17      | 32,49      | 12,58      | |
| RAL 3015 | Hellrosa      |            | 71,23      | 21,59      | 4,98       | |
| RAL 3016 | Korallenrot   |            | 44,70      | 37,92      | 23,96      | |
| RAL 3017 | Rosé          |            | 54,24      | 44,26      | 16,87      | |
| RAL 3018 | Erdbeerrot    |            | 50,77      | 49,15      | 19,86      | |
| RAL 3020 | Verkehrsrot   |            | 46         | 59         | 54         | Verkehrsschilder, Veterinärwesen, Lokomotiven der Österreichischen Bundesbahnen (ÖBB), ab 1996 Lokomotiven und Wagen der Deutschen Bahn AG, Rot der Flagge Deutschlands, Farbe von Feuerwehrfahrzeugen (nach DIN 14502-3:2015-12) |
| RAL 3022 | Lachsrot      |            | 56,06      | 38,90      | 29,70      | |
| RAL 3024 | Leuchtrot     |            | 51,32      | 82,52      | 71,62      | Farbe vieler Feuerwehr- und Rettungsfahrzeuge, Signallackierung von Seenotkreuzern und -rettungsbooten der DGzRS |
| RAL 3026 | Leuchthellrot |            | 59         | 70         | 59         | Farbe vieler Feuerwehr- und Rettungsfahrzeuge |
| RAL 3027 | Himbeerrot    |            | 43,07      | 46,96      | 15,81      | |
| RAL 3028 | Reinrot       |            | 51         | 58         | 46         | in der Schifffahrt zur Verkehrssicherung (Schifffahrtszeichen) |
| RAL 3031 | Orientrot     |            | 46         | 45         | 25         | Hauptfarbe der Lokomotiven (von 1987 bis 1996) der Deutschen Bundesbahn |
| RAL 3032 | Perlrubinrot  |            | 26,88      | 41,34      | 19,40      | |
| RAL 3033 | Perlrosa      |            | 44,29      | 45,11      | 28,62      | |

### Violett
| Nummer   | Name            | Farbmuster | CIE L*a*b* | CIE L*a*b* | CIE L*a*b* | Beschreibung, Beispiele                                     |
| -------- | --------------- | ---------- | ---------- | ---------- | ---------- | ----------------------------------------------------------- |
| RAL 4001 | Rotlila         |            | 49,10      | 17,35      | −12,85     |                                                             |
| RAL 4002 | Rotviolett      |            | 41,91      | 30,05      | 5,67       |                                                             |
| RAL 4003 | Erikaviolett    |            | 54,25      | 44,66      | −5,02      |                                                             |
| RAL 4004 | Bordeauxviolett |            | 32,22      | 24,83      | 0,06       | Farbe des Einbands des Reisepasses eines EU-Mitgliedstaates |
| RAL 4005 | Blaulila        |            | 50,92      | 15,38      | −23,06     |                                                             |
| RAL 4006 | Verkehrspurpur  |            | 42,38      | 39,48      | −14,94     |                                                             |
| RAL 4007 | Purpurviolett   |            | 30,05      | 13,16      | −5,10      |                                                             |
| RAL 4008 | Signalviolett   |            | 40,76      | 32,53      | −20,56     |                                                             |
| RAL 4009 | Pastellviolett  |            | 60,59      | 10,38      | −2,88      |                                                             |
| RAL 4010 | Telemagenta     |            | 50,39      | 48,95      | −4,24      | Farbe der Deutschen Telekom                                 |
| RAL 4011 | Perlviolett     |            | 47,92      | 18,89      | −20,83     |                                                             |
| RAL 4012 | Perlbrombeer    |            | 46,33      | 7,27       | −11,94     |                                                             |

### Blau
| Nummer   | Name           | Farbmuster | CIE L*a*b* | CIE L*a*b* | CIE L*a*b* | Beschreibung, Beispiele                                                                                              |
| -------- | -------------- | ---------- | ---------- | ---------- | ---------- | --- |
| RAL 5000 | Violettblau    |            | 32,59      | −1,28      | −21,69     | |
| RAL 5001 | Grünblau       |            | 37         | −16        | −21        | |
| RAL 5002 | Ultramarinblau |            | 31         | 2          | −43        | Signalfarbe für Hinweise (DIN 4844), Technisches Hilfswerk                                                           |
| RAL 5003 | Saphirblau     |            | 30,53      | −0,37      | −16,68     | |
| RAL 5004 | Schwarzblau    |            | 16         | 0          | −9         | Deutsche Polizei: Einsatzanzüge, Mattfarbe für Geräte und Ausrüstung                                                 |
| RAL 5005 | Signalblau     |            | 40         | −11        | −35        | Gebotszeichen, Hinweiszeichen (DIN 5381)                                                                             |
| RAL 5007 | Brillantblau   |            | 46,37      | −6,24      | −21,71     | |
| RAL 5008 | Graublau       |            | 32,00      | −2,09      | −6,07      | |
| RAL 5009 | Azurblau       |            | 41,22      | −9,56      | −18,34     | |
| RAL 5010 | Enzianblau     |            | 39         | −12        | −32        | Signalfarbe für (unterrichtendes) Gebot (DIN 4844), Firmenfarbe der Lufthansa 1955–1962                              |
| RAL 5011 | Stahlblau      |            | 23         | −4         | −15        | Lokomotiven und Personenwagen der Deutschen Bundesbahn, Farbe vieler deutscher Polizeiuniformen, Mattfarbe für Helme |
| RAL 5012 | Lichtblau      |            | 55,62      | −13,84     | −30,72     | |
| RAL 5013 | Kobaltblau     |            | 26         | -2         | −26        | Lokomotiven und Personenwagen der Deutschen Bundesbahn                                                               |
| RAL 5014 | Taubenblau     |            | 53,79      | −2,64      | −15,59     | |
| RAL 5015 | Himmelblau     |            | 51,13      | −12,69     | −34,21     | Alpinwanderwegsignalisation Schweiz                                                                                  |
| RAL 5017 | Verkehrsblau   |            | 34,82      | −13,49     | −36,36     | deutsche Polizei: Fahrzeuglackierung mit Silber und Weiß                                                             |
| RAL 5018 | Türkisblau     |            | 55,13      | −27,27     | −8,47      | |
| RAL 5019 | Capriblau      |            | 41,18      | −9,97      | −25,87     | |
| RAL 5020 | Ozeanblau      |            | 32,30      | −13,01     | −9,39      | |
| RAL 5021 | Wasserblau     |            | 47,15      | −29,26     | −9,32      | |
| RAL 5022 | Nachtblau      |            | 26         | 6          | −30        | Blau im Logo der Lufthansa                                                                                           |
| RAL 5023 | Fernblau       |            | 47,64      | −2,96      | −21,18     | |
| RAL 5024 | Pastellblau    |            | 60,50      | −9,53      | −17,38     | |
| RAL 5025 | Perlenzian     |            | 35,93      | −11,81     | −16,28     | |
| RAL 5026 | Perlnachtblau  |            | 16,00      | 7,84       | −29,10     | |

### Grün
| Nummer   | Name          | Farbmuster | CIE L*a*b* | CIE L*a*b* | CIE L*a*b* | Beschreibung, Beispiele |
| -------- | ------------- | ---------- | ---------- | ---------- | ---------- | --- |
| RAL 6000 | Patinagrün    |            | 51         | −24        | 3          | Signalfarbe für Rettung, Gefahrlosigkeit (DIN 4844) |
| RAL 6001 | Smaragdgrün   |            | 46         | −27        | 22         | |
| RAL 6002 | Laubgrün      |            | 41         | −24        | 24         | Signalfarbe für Erste Hilfe und Notausgang (DIN 4844) |
| RAL 6003 | Olivgrün      |            | 42         | −5         | 13         | |
| RAL 6004 | Blaugrün      |            | 32         | -24        | −6         | |
| RAL 6005 | Moosgrün      |            | 31         | −25        | 4          | Schriftfarbe für informierende Schilder |
| RAL 6006 | Grauoliv      |            | 31         | 0          | 8          | |
| RAL 6007 | Flaschengrün  |            | 26         | −6         | 11         | |
| RAL 6008 | Braungrün     |            | 29         | 0          | 8          | |
| RAL 6009 | Tannengrün    |            | 27         | −9         | 5          | Farbe der deutschen Polizei bis 1975 |
| RAL 6010 | Grasgrün      |            | 50         | −21        | 25         | |
| RAL 6011 | Resedagrün    |            | 57         | −11        | 16         | Grundanstrich vieler Maschinen (DIN 1844) |
| RAL 6012 | Schwarzgrün   |            | 32         | −7         | 0          | Farbe des Bundesgrenzschutzes bis 2005 |
| RAL 6013 | Schilfgrün    |            | 57         | −1         | 15         | |
| RAL 6014 | Gelboliv      |            | 35         | 1          | 9          | |
| RAL 6015 | Schwarzoliv   |            | 33         | −1         | 5          | |
| RAL 6016 | Türkisgrün    |            | 45         | −37        | 6          | |
| RAL 6017 | Maigrün       |            | 56         | −23        | 28         | Wird verwendet von der Partei Bündnis 90/Die Grünen. |
| RAL 6018 | Gelbgrün      |            | 63         | −31        | 39         | |
| RAL 6019 | Weißgrün      |            | 84         | −10        | 12         | |
| RAL 6020 | Chromoxidgrün |            | 34         | −9         | 11         | |
| RAL 6021 | Blassgrün     |            | 67         | −9         | 14         | |
| RAL 6022 | Braunoliv     |            | 29         | 2          | 10         | |
| RAL 6024 | Verkehrsgrün  |            | 53         | −45        | 14         | DIN 6171 Aufsichtfarben für Verkehrszeichen, Farbe der Grünen Tonne                                                                                                   |
| RAL 6025 | Farngrün      |            | 51         | −13        | 26         | |
| RAL 6026 | Opalgrün      |            | 42         | −33        | 0          | |
| RAL 6027 | Lichtgrün     |            | 76         | −19        | −4         | |
| RAL 6028 | Kieferngrün   |            | 40         | −18        | 6          | |
| RAL 6029 | Minzgrün      |            | 47         | −43        | 17         | Bundesgrenzschutz für Verbände (von 1994 bis 2005) und Einzeldienst (seit Gründung), viele Polizeien der deutschen Länder Notausgang-Signale auf Schweizer Autobahnen |
| RAL 6032 | Signalgrün    |            | 53         | −39        | 13         | Rettungszeichen (DIN 5381) |
| RAL 6033 | Minttürkis    |            | 58         | −23        | −4         | |
| RAL 6034 | Pastelltürkis |            | 72         | −16        | −6         | |
| RAL 6035 | Perlgrün      |            | 35         | −30        | 19         | |
| RAL 6036 | Perlopalgrün  |            | 39         | −30        | -2         | |
| RAL 6037 | Reingrün      |            | 55         | −54        | 39         | Verkehrssicherung in der Schifffahrt (Schifffahrtszeichen) |
| RAL 6038 | Leuchtgrün    |            | 67         | −66        | 56         | Verkehrssicherung in der Schifffahrt (Schifffahrtszeichen) |
| RAL 6039 | Fasergrün     |            | ?          | ?          | ?          | |

### Grau
| Nummer   | Name           | Farbmuster | CIE L*a*b* | CIE L*a*b* | CIE L*a*b* | Beschreibung, Beispiele |
| -------- | -------------- | ---------- | ---------- | ---------- | ---------- | --- |
| RAL 7000 | Fehgrau        |            | 63         | −4         | −5         | Überwasser-Tarnfarbe der Deutschen Marine |
| RAL 7001 | Silbergrau     |            | 63,81      | −2,22      | −4,05      | |
| RAL 7002 | Olivgrau       |            | 58         | 1          | 12         | |
| RAL 7003 | Moosgrau       |            | 57         | 0          | 7          | |
| RAL 7004 | Signalgrau     |            | 63,83      | 0,19       | −0,44      | |
| RAL 7005 | Mausgrau       |            | 50,00      | −1,55      | 0,82       | |
| RAL 7006 | Beigegrau      |            | 48,53      | 2,15       | 7,57       | |
| RAL 7008 | Khakigrau      |            | 49         | 5          | 23         | |
| RAL 7009 | Grüngrau       |            | 48         | −2         | 4          | |
| RAL 7010 | Zeltgrau       |            | 46         | −3         | 3          | |
| RAL 7011 | Eisengrau      |            | 41,52      | −1,68      | −2,72      | |
| RAL 7012 | Basaltgrau     |            | 47         | −2         | −1         | Bundeswehruniform (Dienstjacke des Heeres, „Heeresgrau“)                                                                                       |
| RAL 7013 | Braungrau      |            | 42         | 1          | 8          | Farbe des Österreichischen Bundesheers, Bundeswehr-Textilfarbe „steingrau-oliv“ (umgangssprachlich „NATO-Oliv“) ehemaliger Moleskin-Kampfanzug |
| RAL 7015 | Schiefergrau   |            | 40,50      | −0,25      | −3,40      | |
| RAL 7016 | Anthrazitgrau  |            | 33         | −2         | −4         | |
| RAL 7021 | Schwarzgrau    |            | 27         | −1         | −2         | |
| RAL 7022 | Umbragrau      |            | 37,75      | −0,07      | 2,23       | |
| RAL 7023 | Betongrau      |            | 55,60      | −1,45      | 4,52       | |
| RAL 7024 | Graphitgrau    |            | 36,97      | −0,13      | -3,32      | |
| RAL 7026 | Granitgrau     |            | 34,71      | −3,02      | -2,48      | |
| RAL 7030 | Steingrau      |            | 61,31      | −0,26      | 4,53       | Uniformfarbe der NVA |
| RAL 7031 | Blaugrau       |            | 51         | −4         | −4         | Grundanstrich für Maschinen (DIN 1843) |
| RAL 7032 | Kieselgrau     |            | 77         | 0          | 7          | Standardfarbe des Telefons FeTAp 611 der Deutschen Bundespost                                                                                  |
| RAL 7033 | Zementgrau     |            | 56,78      | −3,36      | 6,32       | |
| RAL 7034 | Gelbgrau       |            | 56,86      | 0,03       | 14,83      | |
| RAL 7035 | Lichtgrau      |            | 81,29      | −1,24      | 0,79       | ICE und Fernverkehrswagen der Deutschen Bahn, klassische Schaltschrankfarbe                                                                    |
| RAL 7036 | Platingrau     |            | 63,49      | 1,27       | 0,78       | |
| RAL 7037 | Staubgrau      |            | 59         | 0          | 0          | seit 1956 Waffenfarbe „Hellgrau“ der Heeresfliegertruppe                                                                                       |
| RAL 7038 | Achatgrau      |            | 72,97      | −1,50      | 2,97       | |
| RAL 7039 | Quarzgrau      |            | 43,50      | 0,37       | 5,56       | |
| RAL 7040 | Fenstergrau    |            | 66,63      | −1,17      | −2,82      | |
| RAL 7042 | Verkehrsgrau A |            | 62,58      | −1,51      | −0,21      | |
| RAL 7043 | Verkehrsgrau B |            | 40,23      | −1,28      | 0,00       | |
| RAL 7044 | Seidengrau     |            | 74,66      | −0,04      | 5,08       | |
| RAL 7045 | Telegrau 1     |            | 60,35      | −1,43      | −1,84      | 1992 für die Deutsche Bundespost (Telekom) |
| RAL 7046 | Telegrau 2     |            | 57,75      | −1,60      | −3,00      | 1992 für die Deutsche Bundespost (Telekom) |
| RAL 7047 | Telegrau 4     |            | 81,43      | 0,01       | 0,10       | 1992 für die Deutsche Bundespost (Telekom) |
| RAL 7048 | Perlmausgrau   |            | 54,55      | −0,45      | 7,59       | |

### Braun
| Nummer   | Name             | Farbmuster | CIE L*a*b* | CIE L*a*b* | CIE L*a*b* | Beschreibung, Beispiele |
| -------- | ---------------- | ---------- | ---------- | ---------- | ---------- | ----------------------- |
| RAL 8000 | Grünbraun        |            | 54         | 8          | 29         |                         |
| RAL 8001 | Ockerbraun       |            | 47,08      | 18,95      | 39,87      |                         |
| RAL 8002 | Signalbraun      |            | 45         | 17         | 17         |                         |
| RAL 8003 | Lehmbraun        |            | 45         | 18         | 33         |                         |
| RAL 8004 | Kupferbraun      |            | 43,78      | 22,83      | 20,22      |                         |
| RAL 8007 | Rehbraun         |            | 38,99      | 12,62      | 17,08      |                         |
| RAL 8008 | Olivbraun        |            | 35,15      | 13,22      | 28,50      |                         |
| RAL 8011 | Nussbraun        |            | 33,98      | 10,04      | 10,97      |                         |
| RAL 8012 | Rotbraun         |            | 35         | 23         | 17         |                         |
| RAL 8014 | Sepiabraun       |            | 32         | 8          | 15         |                         |
| RAL 8015 | Kastanienbraun   |            | 33,52      | 15,02      | 9,25       |                         |
| RAL 8016 | Mahagonibraun    |            | 21,40      | 14,37      | 13,84      |                         |
| RAL 8017 | Schokoladenbraun |            | 29         | 10         | 9          |                         |
| RAL 8019 | Graubraun        |            | 31,46      | 2,12       | 1,10       |                         |
| RAL 8022 | Schwarzbraun     |            | 25,08      | 1,18       | 0,67       |                         |
| RAL 8023 | Orangebraun      |            | 49,37      | 24,91      | 30,25      |                         |
| RAL 8024 | Beigebraun       |            | 38,04      | 14,14      | 20,82      |                         |
| RAL 8025 | Blassbraun       |            | 44,00      | 7,95       | 11,73      |                         |
| RAL 8028 | Terrabraun       |            | 34,19      | 5,72       | 8,58       |                         |
| RAL 8029 | Perlkupfer       |            | 35,06      | 25,58      | 27,32      |                         |

### Weiß und Schwarz
| Nummer   | Name            | Farbmuster | CIE L*a*b* | CIE L*a*b* | CIE L*a*b* | Beschreibung, Beispiele                                                                                           |
| -------- | --------------- | ---------- | ---------- | ---------- | ---------- | --- |
| RAL 9001 | Cremeweiß       |            | 92         | 10         | 9          | |
| RAL 9002 | Grauweiß        |            | 88         | 0          | 4          | |
| RAL 9003 | Signalweiß      |            | 94,13      | −0,55      | 0,81       | |
| RAL 9004 | Signalschwarz   |            | 28,66      | 0,24       | −0,66      | |
| RAL 9005 | Tiefschwarz     |            | 5          | 0          | −2         | Schwarz der Flagge Deutschlands                                                                                   |
| RAL 9006 | Weißaluminium   |            | 72         | 0          | 0          | nicht für dekorative Zwecke empfohlen                                                                             |
| RAL 9007 | Graualuminium   |            | 55,55      | -0,06      | 2,14       | Da als Korrosionsschutz entwickelt ohne Hinsicht auf optische Anforderungen nicht für dekorative Zwecke empfohlen |
| RAL 9010 | Reinweiß        |            | 94,57      | −0,47      | 4,14       | |
| RAL 9011 | Graphitschwarz  |            | 26,54      | −0,05      | −1,13      | |
| RAL 9012 | Reinraumweiß    |            | 98,92      | -3,16      | 11,24      | 2020 neu aufgenommen                                                                                              |
| RAL 9016 | Verkehrsweiß    |            | 95,26      | −0,76      | 2,11       | |
| RAL 9017 | Verkehrsschwarz |            | 27,25      | 0,44       | 0,51       | |
| RAL 9018 | Papyrusweiß     |            | 81,34      | −2,29      | 2,96       | |
| RAL 9022 | Perlhellgrau    |            | 65,38      | −0,43      | 0,34       | |
| RAL 9023 | Perldunkelgrau  |            | 57,32      | −0,31      | −0,98      | |

## Weitere RAL-Farben

### Gesonderte Bezeichnungen
| Nummer   | Name            | Farbmuster | Beschreibung, Beispiele                                                       |
| -------- | --------------- | ---------- | ----------------------------------------------------------------------------- |
| RAL 9020 | Seidenmatt–Weiß |            | vergleiche RAL 9016 Verkehrsweiß, ausgeführter (matterer) Farbton zu RAL 9010 |

### Aus dem RAL-Verzeichnis gelöschte Farben
Im Laufe der Zeit wurden Farbtöne aus dem RAL Register gelöscht, wenn der Grund für eine Normierung entfallen war. Insbesondere wurden nach dem Zweiten Weltkrieg die meisten Tarnfarben der Reichswehr und Wehrmacht aus der Sammlung entfernt. Auch Farbtöne, die nach dem aktuellen Stand der Technik nicht mehr produziert werden können (zum Beispiel wegen des Verbots giftiger Schwermetalle), sind heute nicht mehr in der Sammlung enthalten. Um Missverständnissen vorzubeugen, wurden die entsprechenden Farbnummern nicht neu verwendet und sind heute als Lücken im RAL Register erkennbar.

### Tarnfarben der Bundeswehr (RAL F9)
Die gesondert geführte Sammlung RAL F9 enthält das 1984 eingeführte Dreifarb-Tarnsystem der Bundeswehr (Bronzegrün, Lederbraun, Teerschwarz). 2003 wurden zusätzlich die Umtarnfarben zur Anpassung an Wüstenregionen eingeführt.
| Nummer   | Name        | Farbmuster | Beschreibung, Beispiele                                                             |
| -------- | ----------- | ---------- | ----------------------------------------------------------------------------------- |
| RAL 6031 | Bronzegrün  |            | Tarnfarbe für Gerät und Fahrzeuge der Bundeswehr, Grundfarbe des Flecktarnanstrichs |
| RAL 8027 | Lederbraun  |            |                                                                                     |
| RAL 9021 | Teerschwarz |            |                                                                                     |
| RAL 1039 | Sandbeige   |            | Umtarnfarben der Bundeswehr für Wüsten- und Steppenregionen                         |
| RAL 1040 | Lehmbeige   |            | Umtarnfarben der Bundeswehr für Wüsten- und Steppenregionen                         |
| RAL 6040 | Helloliv    |            | Umtarnfarben der Bundeswehr für Wüsten- und Steppenregionen                         |
| RAL 7050 | Tarngrau    |            | Umtarnfarben der Bundeswehr für Wüsten- und Steppenregionen                         |
| RAL 8031 | Sandbraun   |            | Umtarnfarben der Bundeswehr für Wüsten- und Steppenregionen                         |

### Waffenfarben der Bundeswehr
Die Waffenfarben der Bundeswehr sind zwar mit dem RAL-System verbunden, werden jedoch im Dienstgebrauch anders benannt.

### Eisenbahnfarben
Viele Eisenbahngesellschaften geben bei der Gestaltung der Lokomotiven und Waggons die Farbgebung mit RAL-Nummern vor.